# Мильчин, Исаак Иосифович
Исаак Иосифович Мильчин (бел. Ісаак Іосіфавіч Мільчын; 1894, Ивенец — 1941, Минск) — советский живописец и график. Отец художника Льва Исааковича Мильчина (1920—1987).

## Биография

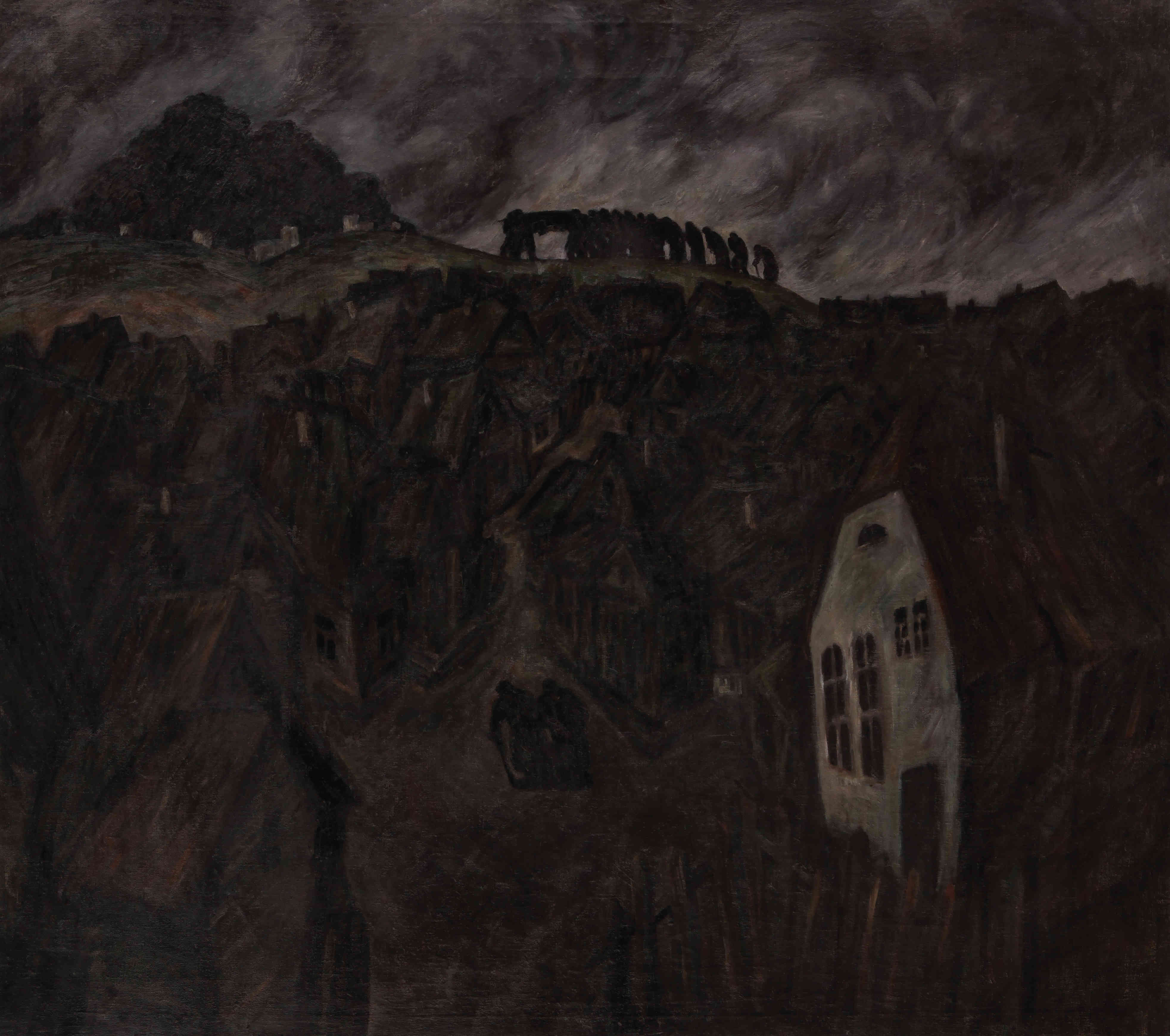
«Похороны в местечке», 1927

Исаак Мильчин родился в 1894 году в местечке Ивенец (ныне Минской области) в еврейской семье.
В 15 лет поступил в рисовальную школу художника Е. Крюгера в Минске, учёбу ему оплачивали родители. В 1911 году уехал в Германию, где учился в Берлинской художественной школе. После начала Первой мировой войны вернулся домой. С 1921 года участвовал в художественных выставках. Учился в Витебске в Школе рисования и живописи Ю. Пэна, затем в Витебском художественном училище.
С 1925 года жил в Минске (площадь Свободы, 28). В 1929 году учился в Минской изостудии под руководством В. Волкова. С 1927 по 1930 год — член Всебелорусского объединения художников. В 1929 году выставлялся на 3-й Всебелорусской выставке. В 1930-х годах принимал участие в оформлении ряда спектаклей в БелГОСЕТе, в частности, спектакля «Колдунья» А. Голдфадена.
После начала Великой Отечественной войны Исаак Мильчин не смог эвакуироваться из Минска. Погиб в 1941 году в Минском гетто.

## Творчество
В своих картинах Исаак Мильчин уделял большое внимание еврейской тематике: «Похороны в местечке», «Свадьба», «Еврейские типы», графический цикл «Еврейские местечки». Картина «Похороны в местечке» находится в фондах Национального художественного музея Республики Беларусь. Местонахождение других его работ не установлено.